# Károly Beregfy
Károly Beregfy, född 12 februari 1888 i Cservenka, Ungern, död 12 mars 1946 i Budapest, var en ungersk politiker och militär (generalöverste).
Beregfy, som tillhörde Pilkorsrörelsen, var försvarsminister och generalstabschef 1944–1945. Efter andra världskriget ställdes han inför en ungersk folkdomstol och dömdes till döden för brott mot mänskligheten. Beregfy avrättades offentligt genom hängning tillsammans med Ferenc Szálasi, Gábor Vajna och József Gera.